# قائمة المحطة
قائمة المحطة (بالإنجليزية: The Terminal List)‏ هو مسلسل أمريكي من بطولة كريس برات، تايلور كيتش، كونستانس وو، جياني تريبلهورن، ريلي كيو وباتريك شوارزنيجر. من المقرر عرض المسلسل على برايم فيديو في 1 يوليو 2022.